# Vrsar

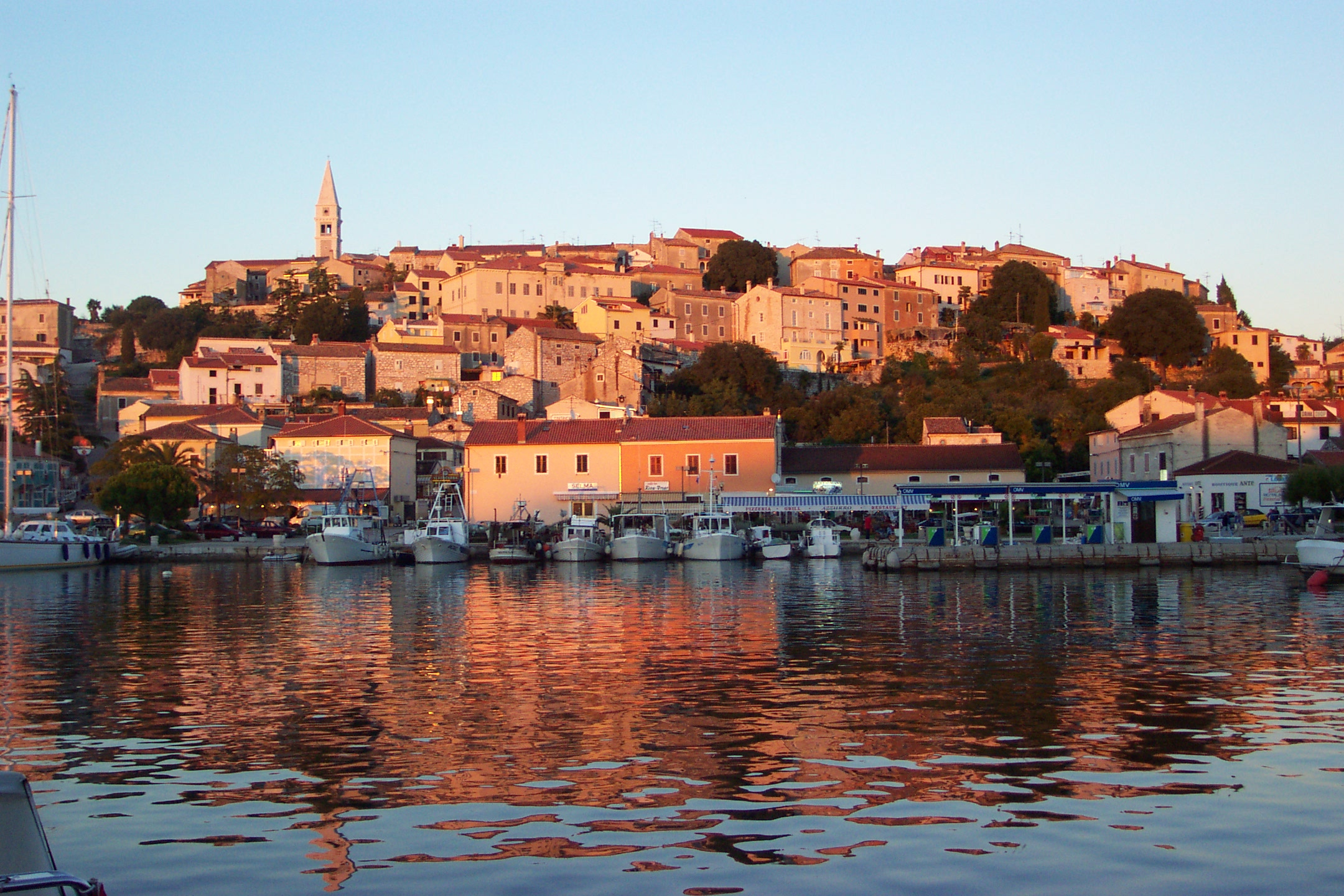
Vrsar

Vrsar (italienska: Orsera, tyska: Orser) är en turistort och kommun på den västra kusten av Istrien i Kroatien. Den är belägen cirka 40 kilometer norr om halvöns största stad Pula. Det finns flera hotell vid havet.